# Gregory Heisler

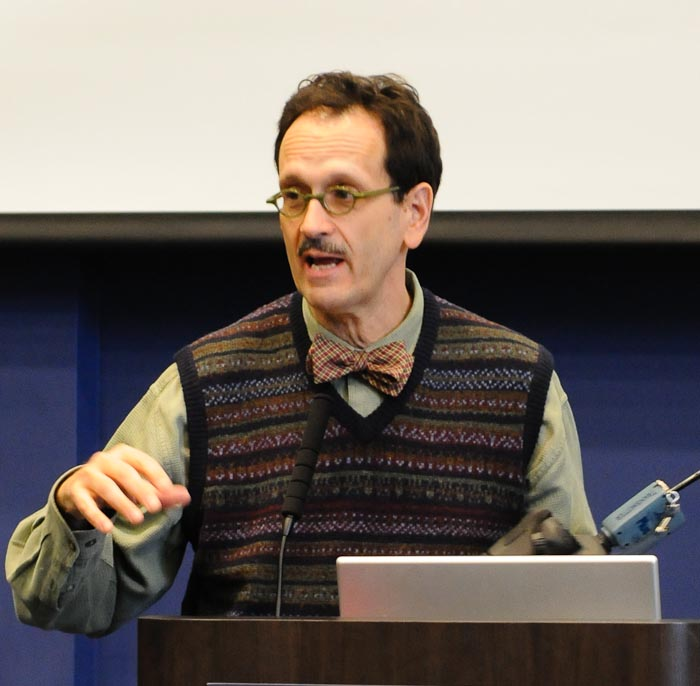
Gregory Heisler während eines Vortrags im Jahr 2010

Gregory Heisler (* 1954) ist ein amerikanischer Fotograf, der vor allem für seine ausdrucksstarken Porträts bekannt ist. Im Laufe seiner Karriere fotografierte Heisler mehr als 70 Titelcover für das amerikanische Nachrichtenmagazin Time. Darüber hinaus erschienen seine Werke in Zeitschriften wie Life, Esquire, GQ, Sports Illustrated, ESPN The Magazine, Fortune oder dem New York Times Magazine.

## Leben und Werk
In einem Interview für die Serie Canon Explorers Of Light beschreibt Heisler, wie sehr er sich als Kind für Naturwissenschaften und insbesondere für die Astronomie begeistert hatte. Er habe, so Heisler, eine Kamera als Zubehör für sein Teleskop gekauft, um den Nachthimmel abzulichten. Als er dann aber seine Begeisterung für die Fotografie entdeckte, verkaufte er das Teleskop, um sich stattdessen ein zweites Objektiv für seine Kamera leisten zu können.
Als Einundzwanzigjähriger siedelte Heisler 1975 von Chicago nach New York über, wo er für die nächsten neun Monate im Studio des berühmten Porträtfotografen Arnold Newman arbeitete. In einer Rückschau berichtete Heisler im Jahr 2014 davon, wie stark Newman ihn beeinflusste. Dabei hob er insbesondere Newmans Fähigkeit der sorgfältigen Komposition hervor, die häufig auch das Umfeld der Porträtierten in das Bild einbezog (engl. environmental portraiture).
Besondere Bekanntheit erlangte Heisler durch seine Serie von Titelcovern für das Nachrichtenmagazin Time. Unter anderem lichtete er Bill Clinton, Bruce Springsteen, Jassir Arafat, Michael Phelps, Christopher Reeve und David Lynch für Time ab. Ein Teil dieser Bilder erschien in dem 2013 veröffentlichten Buch 50 Portraits, in dem Heisler bei jedem der Bilder detailliert den Erstehungskonzept, die von ihm eingesetzte Technik und das Verhalten der Porträtierten beschreibt.
Im Jahr 1990 verlor Heisler kurzzeitig seine Akkreditierung im Weißen Haus, nachdem er den damals amtierenden Präsidenten George H. W. Bush mittels einer Doppelbelichtung so fotografiert hatte, als habe dieser zwei Gesichter. In seinen Erinnerungen an den Vorfall beschrieb der ehemalige Pressesprecher Bushs, Heisler habe seine Aufnahmen akribisch vorbereitet, indem er auf dem Boden Markierungen für die Kamerapositionen angebracht hatte und Bushs Gesicht aus ganz bestimmten Winkeln fotografierte. Eines der an diesem Tag aufgenommenen Porträts wurde später als erstes Titelcover in der Serie „Person of the Year“ des Magazins Time verwendet. Nach Protesten Heislers gegen den Verlust seiner Akkreditierung wurde diese nur kurze Zeit später wieder in Kraft gesetzt. Später erstellte Heisler weitere Porträts von amtierenden Präsidenten der Vereinigten Staaten.
Seit 2014 lehrt Heisler an der Newhouse School for Public Communications der Syracuse University Fotografie.

## Auszeichnungen
- ASMP Corporate Photographer of the Year (1986)
- Leica Medal of Excellence (1988)
- World Image Award (1991)
- Alfred Eisenstaedt Award (2000)

## Werke
- Gregory Heisler, 50 portraits: stories and techniques from a photographer’s photographer, New York [2013], ISBN 978-0-8230-8565-1 (vgl. dazu auch den rund zweistündigen Vortrag zum Buch, den Heisler im Februar 2013 hielt und in dem er weiter auf die Hintergründe seiner Arbeit eingeht)